# Interstate 25
Pour les articles homonymes, voir I25 et Route 25.
L'Interstate 25 (I-25) est une autoroute inter-États située dans l'ouest des États-Unis d'Amérique. Son numéro indique qu'elle est en majorité une route nord-sud. Elle relie Las Cruces, Nouveau-Mexique (Interstate 10), à Buffalo, Wyoming (Interstate 90).

## Tracé
Globalement, l'Interstate 25 suit le côté est des montagnes Rocheuses, en reliant l'Interstate 10 à l'Interstate 90, en passant dans les villes d'Albuquerque, de Denver et de Cheyenne. Cependant, la majorité de son tracé est située dans une zone rurale, et désertique.

### Nouveau-Mexique
Le terminus sud de l'Interstate 25 est situé à Las Cruces, sur l'Interstate 10, environ 30 miles au nord d'El Paso. Dans l'état, elle suit la rive est de la rivière Grande (Rio Grande), sur ses premiers 60 miles. Elle passe ensuite à l'ouest de Truth or Consequences au mile 75, puis rejoint Socorro 75 miles plus au nord, alors qu'elle suit toujours la rive est de la rivière Grande. Elle continue ensuite de se diriger vers le nord jusqu'à la zone urbaine d'Albuquerque, la plus grande ville de l'état.
Dans Albuquerque, elle est la principale autoroute nord-sud, tandis que l'Interstate 40 est l'autre autoroute majeure de la ville (ouest-est). Elle rejoint globalement Las Lunas à Bernalillo, sur 40 miles. Elle continue ensuite sa route à travers l'état jusqu'à Santa Fe, où elle courbe vers le sud-est pour une courte période pour contourner une branche montagneuse des Rocheuses. Elle passe ensuite tout près de Las Vegas, puis continue vers le nord sur 120 miles, en traversant une région désertique, jusqu'à la frontière avec le Colorado.

### Colorado

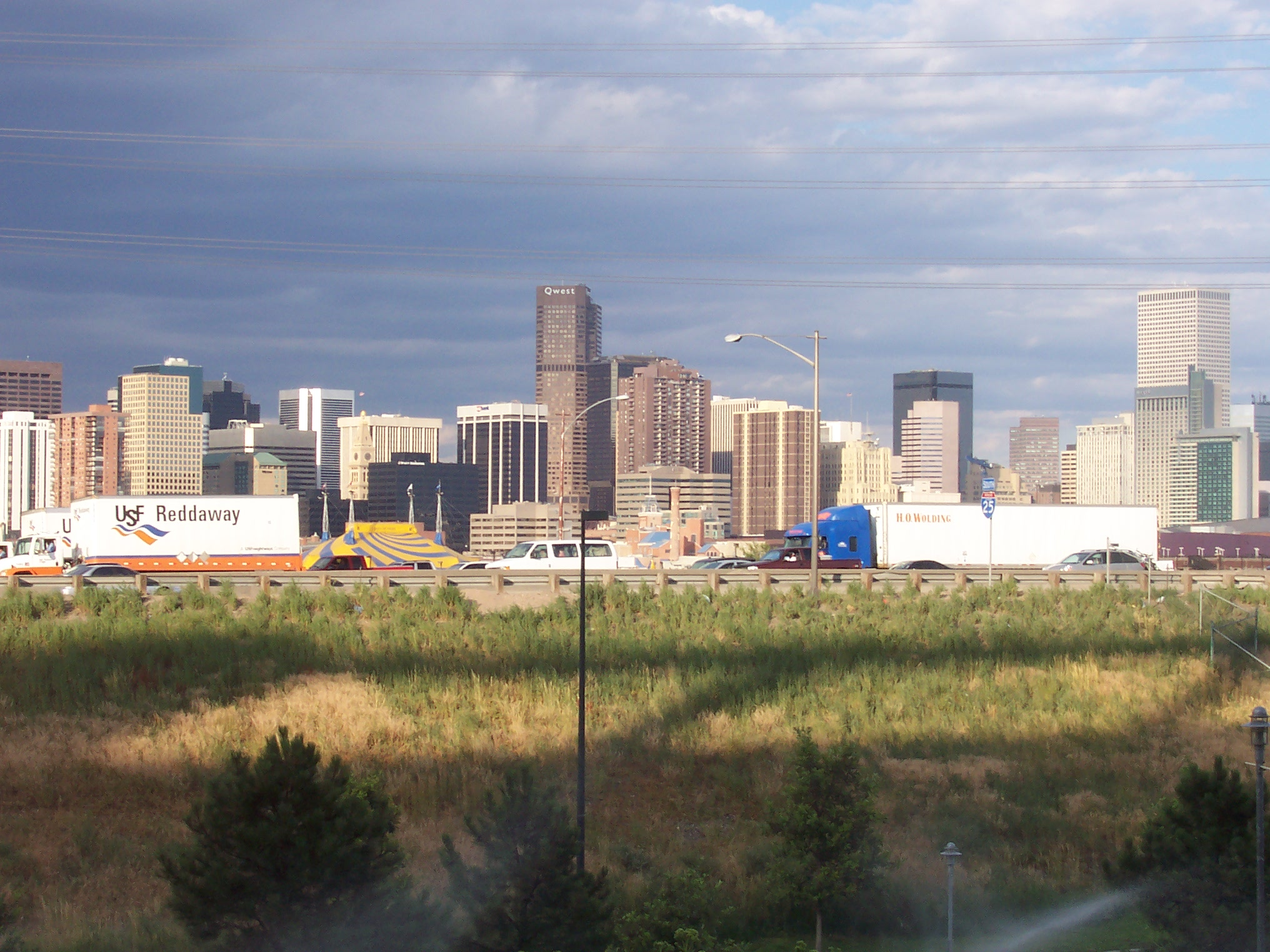
L'interstate 25 à la hauteur de Denver, la plus grande ville qu'elle traverse.

Elle entre au Colorado sur le Raton Pass, à la frontière avec le Nouveau-Mexique. Elle traverse une région très peu peuplée sur 100 miles, en se dirigeant vers le nord. Elle traverse ensuite Pueblo, la troisième plus grande ville qu'elle traverse dans l'état. Elle rejoint ensuite Colorado Springs, la deuxième plus grande ville de l'état, entre les miles 130 et 150. Elle contourne notamment le centre-ville par le sud-ouest. De Colorado Springs jusqu'à Denver, elle suit un territoire plus montagneux. Elle passe ensuite dans Danver, et est l'autoroute principale nord-sud de la ville. Elle relie la région de Lone Tree à Broomfield, en croisant l'autoroute de contournement (CO-470), l'Interstate 225 (la seule autoroute auxiliaire de l'Interstate 25), l'Interstate 70 et l'interstate 76. Elle se dirige ensuite vers le nord pour le reste de l'état, en passant notamment à l'est de Fort Collins, puis atteint la frontière avec le Wyoming.

### Wyoming
Elle commence par traverser la région de la capitale, Cheyenne, en passant à l'ouest du centre. Elle continue ensuite vers le nord pour une centaine de miles, puis à la hauteur de Douglas, elle courbe vers l'ouest sur 55 miles. Elle passe ensuite au nord de Casper, puis courbe abruptement vers le nord. Le reste de son tracé dans l'état est dans un territoire plus isolé. À Buffalo, elle se termine sur l'Interstate 90.

## Liste des sorties

### Nouveau-Mexique
| Interstate 25                                          |                                 |        |        |        | | |
| Comté                                                  | Municipalité                    | mi     | km     | Sortie | Intersections / Destinations                                                                                 | Notes |
| Doña Ana                                               | Las Cruces                      | 0,00   | 0,00   |        | I-10 est / US 85 sud – El Paso                                                                               | Terminus sud; terminus sud du multiplex avec US 85; sortie 144 de l'I-10                                                |
| Doña Ana                                               | Las Cruces                      | 0,00   | 0,00   | —      | I-10 ouest – Deming                                                                                          | Sortie direction sud, entrée direction nord; sortie 144 de l'I-10                                                       |
| Doña Ana                                               | Las Cruces                      | 2,27   | 3,65   | 1      | University Avenue                                                                                            | Accès à l'Université d'État du Nouveau-Mexique                                                                          |
| Doña Ana                                               | Las Cruces                      | 4,20   | 6,76   | 3      | Lohman Avenue                                                                                                | |
| Doña Ana                                               | Las Cruces                      | 6,91   | 11,12  | 6      | US 70 / Del Rey Boulevard – Las Cruces, Alamogordo, Parc national des White Sands, White Sands Missile Range | |
| Doña Ana                                               | Las Cruces                      | 10,59  | 17,04  | 9      | NM 320 (en) – Doña Ana                                                                                       | |
| Doña Ana                                               | Radium Springs                  | 19,82  | 31,90  | 19     | NM 157 – Radium Springs                                                                                      | |
| Doña Ana                                               |                                 | 33,74  | 54,30  | 32     | Upham | |
| Doña Ana                                               | Rincon                          | 36,48  | 58,71  | 35     | NM 140 (en) – Rincon                                                                                         | |
| Doña Ana                                               | Hatch                           | 42,22  | 67,95  | 41     | NM 26 (en) – Hatch, Deming, Lordsburg                                                                        | |
| Sierra                                                 | Garfield                        | 52,02  | 83,72  | 51     | NM 546 (en) – Garfield, Salem                                                                                | |
| Sierra                                                 | Caballo Lake                    | 60,48  | 97,33  | 59     | NM 187 (en) – Caballo, Percha State Parks                                                                    | |
| Sierra                                                 | Caballo                         | 64,75  | 104,21 | 63     | NM 152 (en) – Hillsboro, Silver City                                                                         | |
| Sierra                                                 |                                 | 72,51  | 116,69 | 71     | Las Palomas                                                                                                  | |
| Sierra                                                 | Williamsburg                    | 75,99  | 122,29 | 75     | I-25 BL nord – Truth or Consequences, Williamsburg                                                           | |
| Sierra                                                 | Truth or Consequences           | 80,13  | 128,96 | 79     | I-25 BL sud – Truth or Consequences                                                                          | |
| Sierra                                                 | Truth or Consequences           | 84,74  | 136,38 | 83     | NM 195 (en) – Elephant Butte                                                                                 | |
| Sierra                                                 |                                 | 89,99  | 144,82 | 89     | NM 181 (en) vers NM 52 (en) – Cuchillo, Monticello                                                           | |
| Sierra                                                 |                                 | 92,66  | 149,12 | 92     | NM 1 (en) – Mitchell Point                                                                                   | |
| Sierra                                                 |                                 | 101,41 | 163,20 | 100    | NM 1 (en) – Red Rock                                                                                         | |
| Socorro                                                |                                 | 116,23 | 187,05 | 115    | NM 107 (en) – Magdalena                                                                                      | |
| Socorro                                                |                                 | 125,25 | 202,05 | 124    | San Marcial, Refuge faunique national de Bosque del Apache                                                   | |
| Socorro                                                | San Antonio                     | 140,33 | 225,84 | 139    | US 380 est – San Antonio, Carrizozo, Refuge faunique national de Bosque del Apache                           | |
| Socorro                                                | Socorro                         | 148,95 | 239,71 | 147    | I-25 BL nord vers US 60 ouest – Socorro, Magdalena                                                           | |
| Socorro                                                | Socorro                         | 151,47 | 243,77 | 150    | I-25 BL sud vers US 60 ouest – Socorro, Magdalena                                                            | Terminus sud du multiplex avec US 60                                                                                    |
| Socorro                                                | Escondida                       | 153,30 | 246,71 | 152    | Escondida | |
| Socorro                                                | Lemitar                         | 157,25 | 253,07 | 156    | NM 408 (en) – Lemitar                                                                                        | |
| Socorro                                                |                                 | 164,08 | 264,06 | 163    | San Acacia                                                                                                   | |
| Socorro                                                | La Joya                         | 170,97 | 275,15 | 169    | Refuge faunique national de Sevilleta                                                                        | |
| Socorro                                                |                                 | 176,34 | 283,79 | 175    | US 60 est – Bernardo, Mountainair                                                                            | Terminus nord du multiplex avec US 60                                                                                   |
| Valencia                                               | Belen                           | 191,37 | 307,98 | 190    | I-25 BL nord – Belen, South Belen                                                                            | |
| Valencia                                               | Belen                           | 193,01 | 310,62 | 191    | Camino del Llano                                                                                             | |
| Valencia                                               | Belen                           | 197,09 | 317,19 | 195    | I-25 BL sud – Belen                                                                                          | |
| Valencia                                               | Los Lunas                       | 204,32 | 328,98 | 203    | NM 6 (en) – Los Lunas                                                                                        | |
| Bernalillo                                             |                                 | 211,04 | 339,64 | 209    | NM 317 (en) vers NM 45 (en) (Coors Boulevard) – Isleta                                                       | |
| Bernalillo                                             |                                 | 214,71 | 345,54 | 213    | NM 314 (en) (Isleta Boulevard)                                                                               | |
| Bernalillo                                             | Albuquerque                     | 216,56 | 348,52 | 215    | NM 47 (en) (Broadway) – Bosque Farms, Peralta                                                                | |
| Bernalillo                                             | Albuquerque                     | 217,10 | 349,39 | 217    | Mesa Del Sol Boulevard                                                                                       | Échangeur proposé pour Mesa Del Sol                                                                                     |
| Bernalillo                                             | Albuquerque                     | 218,70 | 351,96 | 218    | Bobby Foster Road                                                                                            | Échangeur proposé pour Mesa Del Sol                                                                                     |
| Bernalillo                                             | Albuquerque                     | 221,61 | 356,65 | 220    | NM 500 (en) (Rio Bravo Boulevard)                                                                            | |
| Bernalillo                                             | Albuquerque                     | 223,24 | 359,27 | 221    | Sunport Boulevard – ABQ International Airport                                                                | |
| Bernalillo                                             | Albuquerque                     | 224,09 | 360,64 | 222    | Gibson Boulevard – Kirtland AFB                                                                              | Indiqué sortie 222A (est) et 222B (ouest) en direction sud                                                              |
| Bernalillo                                             | Albuquerque                     | 224,80 | 361,78 | 223    | Avenida Cesar Chavez                                                                                         | |
| Bernalillo                                             | Albuquerque                     | 225,45 | 362,83 | 224A   | Coal Avenue / Lead Avenue / Central Avenue                                                                   | Accès en direction nord via Oak Street, en direction sud via Locust Street; Central Avenue non indiqué en direction sud |
| Bernalillo                                             | Albuquerque                     | 225,73 | 363,28 | 224B   | Route 66 (Central Avenue) / Dr. Martin Luther King Jr. Avenue                                                | Accès en direction nord via Oak Street, en direction sud via Locust Street                                              |
| Bernalillo                                             | Albuquerque                     | 226,34 | 364,26 | 225    | Lomas Boulevard / Menaul Boulevard / Candelaria Road                                                         | Seul Lomas Boulevard est indiqué en direction sud                                                                       |
| Bernalillo                                             | Albuquerque                     | 227,36 | 365,90 | 226A‑B | I-40 (Coronado Freeway) – Gallup, Santa Rosa                                                                 | Indiqué sortie 226A (est) et 226B (ouest); sortie 159B-C de l'I-40                                                      |
| Bernalillo                                             | Albuquerque                     | 228,69 | 368,04 | 227    | Comanche Road / Griegos Road / Candelaria Road / Menaul Boulevard                                            | Griegos Road non indiqué en direction sud; Candelaria Rd. et Menaul Bd. non indiqué en direction nord.                  |
| Bernalillo                                             | Albuquerque                     | 229,62 | 369,54 | 228    | Montgomery Boulevard / Montaño Road                                                                          | |
| Bernalillo                                             | Albuquerque                     | 230,67 | 371,23 | 229    | Jefferson Street                                                                                             | |
| Bernalillo                                             | Albuquerque                     | 231,57 | 372,68 | 230    | San Mateo Boulevard / Onusa Road                                                                             | |
| Bernalillo                                             | Albuquerque                     | 232,09 | 373,51 | 231    | San Antonio Avenue / Ellison Road / Onusa Road                                                               | |
| Bernalillo                                             | Albuquerque                     | 233,06 | 375,07 | 232    | NM 423 (en) (Paseo del Norte)                                                                                | |
| Bernalillo                                             | Albuquerque                     | 233,79 | 376,25 | 233    | NM 528 (en) (Alameda Boulevard)                                                                              | |
| Bernalillo                                             | Sandia Pueblo                   | 235,15 | 378,44 | 234    | NM 556 (en) (Tramway Road / Roy Avenue)                                                                      | |
| Sandoval                                               | Bernalillo                      | 241,86 | 389,24 | 240    | NM 473 (en) (Avenida Bernalillo)                                                                             | |
| Sandoval                                               | Bernalillo                      | 243,38 | 391,68 | 242    | US 550 nord / NM 165 (en) est – Placitas, Bernalillo, Rio Rancho                                             | |
| Sandoval                                               |                                 | 249,10 | 400,89 | 248    | NM 315 (en) / Historic Route 66 – Algodones                                                                  | |
| Sandoval                                               |                                 | 253,60 | 408,13 | 252    | San Felipe                                                                                                   | |
| Sandoval                                               |                                 | 258,73 | 416,39 | 257    | Budaghers | |
| Sandoval                                               |                                 | 260,43 | 419,12 | 259    | NM 22 (en) – Santo Domingo                                                                                   | |
| Santa Fe                                               |                                 | 265,96 | 428,02 | 264    | NM 16 (en) – Cochiti                                                                                         | |
| Santa Fe                                               |                                 | 268,55 | 432,19 | 267    | Waldo Canyon Road                                                                                            | |
| Santa Fe                                               | La Cienega                      | 272,77 | 438,98 | 271    | CR 50F – La Cienega                                                                                          | |
| Santa Fe                                               |                                 | 276,89 | 445,61 | 276    | NM 14 (en) sud / NM 599 (en) nord (Santa Fe Relief Road) – Madrid                                            | |
| Santa Fe                                               | Santa Fe                        | 278,75 | 448,60 | 278    | NM 14 (en) (Cerrillos Road)                                                                                  | |
| Santa Fe                                               | Santa Fe                        | 283,63 | 456,46 | 282    | US 84 nord / US 285 nord (St. Francis Drive) / Frontage Road – Santa Fe Plaza, Española, Los Alamos, Taos    | Terminus sud du multiplex avec US 84; indiqué sortie 282A (Frontage Road) et 282B (US 84 / US 285) en direction sud     |
| Santa Fe                                               | Santa Fe                        | 285,14 | 458,89 | 284    | NM 466 (en) (Old Pecos Trail)                                                                                | |
| Santa Fe                                               |                                 | 291,56 | 469,22 | 290    | US 285 sud – Clines Corners                                                                                  | Terminus nord du multiplex avec US 285                                                                                  |
| Santa Fe                                               |                                 | 295,14 | 474,98 | 294    | Cañoncito at Apache Canyon                                                                                   | |
| Santa Fe                                               |                                 | 298,16 | 479,84 | 297    | Valencia | |
| Santa Fe                                               |                                 | 300,28 | 483,25 | 299    | NM 50 (en) – Glorieta, Pecos                                                                                 | |
| San Miguel                                             |                                 | 308,87 | 497,08 | 307    | NM 63 (en) – Pecos, Rowe, Pecos National Historical Park                                                     | |
| San Miguel                                             | Sands                           | 321,48 | 517,37 | 319    | San Jose, San Juan                                                                                           | |
| San Miguel                                             |                                 | 324,25 | 521,83 | 323    | NM 3 (en) sud – Villanueva                                                                                   | |
| San Miguel                                             |                                 | 331,19 | 533,00 | 330    | Bernal | |
| San Miguel                                             |                                 | 336,50 | 541,54 | 335    | Tecolote | |
| San Miguel                                             |                                 | 340,97 | 548,74 | 339    | US 84 sud – Romeroville, Santa Rosa                                                                          | Terminus nord du multiplex avec US 84                                                                                   |
| San Miguel                                             | Las Vegas                       | 345,00 | 555,22 | 343    | I-25 BL nord vers NM 329 (en) / NM 283 (en) – Las Vegas                                                      | |
| San Miguel                                             | Las Vegas                       | 347,05 | 558,52 | 345    | NM 104 (en) (University Avenue) vers I-25 BL / NM 65 (en)                                                    | |
| San Miguel                                             | Las Vegas                       | 349,09 | 561,81 | 347    | I-25 BL sud vers NM 65 (en) / NM 518 (en) – Las Vegas, Taos                                                  | |
| San Miguel                                             |                                 | 353,29 | 568,57 | 352    | Aéroport municipal de Las Vegas                                                                              | |
| San Miguel                                             |                                 | 357,53 | 575,39 | 356    | Onava | |
| San Miguel                                             |                                 | 362,65 | 583,63 | 361    | Warren Ranch Road                                                                                            | |
| Mora                                                   | Watrous                         | 365,82 | 588,73 | 364    | NM 161 (en) / NM 97 (en) – Watrous, Valmora                                                                  | |
| Mora                                                   | Watrous                         | 367,87 | 592,03 | 366    | NM 161 (en) / NM 97 (en) – Watrous, Valmora                                                                  | |
| Mora                                                   | Wagon Mound                     | 389,01 | 626,05 | 387    | NM 120 (en) – Wagon Mound                                                                                    | |
| Mora                                                   |                                 | 394,48 | 634,85 | 393    | Levy | |
| Colfax                                                 |                                 | 405,82 | 653,10 | 404    | NM 569 (en) – Colmor                                                                                         | |
| Colfax                                                 | Springer                        | 413,39 | 665,29 | 412    | I-25 BL vers US 56 / NM 21 (en) / NM 468 (en) – Springer                                                     | |
| Colfax                                                 | Springer                        | 415,93 | 669,37 | 414    | I-25 BL vers US 56 / NM 21 (en) / NM 468 (en) – Springer                                                     | |
| Colfax                                                 |                                 | 420,20 | 676,25 | 419    | NM 58 (en) ouest – Cimarron                                                                                  | |
| Colfax                                                 | Maxwell                         | 427,36 | 687,77 | 426    | NM 505 (en) vers NM 445 (en) – Maxwell, Maxwell National Wildlife Refuge                                     | |
| Colfax                                                 |                                 | 436,50 | 702,48 | 435    | Tinaja | |
| Colfax                                                 |                                 | 448,01 | 721,00 | 446    | US 64 ouest – Taos                                                                                           | Terminus sud du multiplex avec US 64                                                                                    |
| Colfax                                                 | Raton                           | 451,25 | 726,22 | 450    | I-25 BL nord / US 64 – Raton                                                                                 | Terminus nord du multiplex avec US 64                                                                                   |
| Colfax                                                 | Raton                           | 452,72 | 728,58 | 451    | US 87 est / US 64 – Raton, Clayton                                                                           | Terminus sud du multiplex avec US 87                                                                                    |
| Colfax                                                 | Raton                           | 453,84 | 730,38 | 452    | NM 72 (en) est – Folsom                                                                                      | |
| Colfax                                                 | Raton                           | 455,80 | 733,54 | 454    | I-25 BL sud – Raton                                                                                          | |
| Limite Nouveau-Mexique–Colorado                        | Limite Nouveau-Mexique–Colorado | 461,72 | 743,07 | 460    | Poste de pesée pour camions                                                                                  | Sortie non indiquée en direction nord                                                                                   |
| Limite Nouveau-Mexique–Colorado                        | Limite Nouveau-Mexique–Colorado | 461,72 | 743,07 |        | I-25 nord (US 85 / US 87) nord – Trinidad, Denver                                                            | Continue au Colorado |
| - Terminus de multiplex - Accès incomplet - Non-ouvert |                                 |        |        |        | | |

### Colorado
| Interstate 25                                                                          |                                 |        |        |        |                                                                      | |
| Comté                                                                                  | Municipalité                    | mi     | km     | Sortie | Intersections / Destinations                                         | Notes |
| Limite Colorado–Nouveau-Mexique                                                        | Limite Colorado–Nouveau-Mexique | 0,00   | 0,00   |        | I-25 sud (US 85 / US 87 sud) – Santa Fe, Albuquerque                 | Continue au Nouveau-Mexique |
| Las Animas                                                                             |                                 | 2,13   | 3,43   | 2      | Wootton                                                              | |
| Las Animas                                                                             |                                 | 5,60   | 9,00   | 6      | Gallinas                                                             | |
| Las Animas                                                                             |                                 | 7,53   | 12,12  | 8      | Spring Creek                                                         | |
| Las Animas                                                                             |                                 | 11,01  | 17,72  | 11     | Piste de Santa Fe – Starkville                                       | |
| Las Animas                                                                             | Trinidad                        | 13,00  | 20,92  | 13Ar   | Van Buren Street                                                     | Sortie direction nord, entrée direction sud |
| Las Animas                                                                             | Trinidad                        | 13,31  | 21,42  | 13B    | SH 12 (en) ouest (Main Street) – Cuchara, La Veta                    | |
| Las Animas                                                                             | Trinidad                        | 13,91  | 22,38  | 14     | Commercial Street                                                    | |
| Las Animas                                                                             | Trinidad                        | 14,86  | 23,91  | 15v    | US 160 est (Kit Carson Trail) vers SH 239 (en) nord / Goddard Avenue | Terminus sud du multiplex avec US 160 |
| Las Animas                                                                             |                                 | 17,73  | 28,53  | 18     | El Moro Road                                                         | |
| Las Animas                                                                             |                                 | 22,91  | 36,86  | 23     | Hoehne Road                                                          | |
| Las Animas                                                                             |                                 | 26,86  | 43,22  | 27     | Ludlow                                                               | |
| Las Animas                                                                             |                                 | 30,46  | 49,03  | 30     | Aguilar Road (I-25 BL nord)                                          | |
| Las Animas                                                                             |                                 | 34,09  | 54,86  | 34     | I-25 BL sud – Aguilar                                                | |
| Huerfano                                                                               |                                 | 40,49  | 65,17  | 41     | Rugby Road                                                           | |
| Huerfano                                                                               |                                 | 41,93  | 67,48  | 42     | Pryor                                                                | |
| Huerfano                                                                               | Walsenburg                      | 49,00  | 78,86  | 49     | I-25 BL nord vers US 160 ouest – Walsenburg, Alamosa                 | |
| Huerfano                                                                               | Walsenburg                      | 50,05  | 80,55  | 50     | US 160 ouest (Fifth Street) / SH 10 (en) est – La Junta              | Terminus nord du multiplex avec US 160 |
| Huerfano                                                                               |                                 | 52,32  | 84,20  | 52     | SH 69 (en) ouest – Gardner, Westcliffe                               | |
| Huerfano                                                                               |                                 | 55,00  | 88,51  | 55     | Airport Road                                                         | |
| Huerfano                                                                               |                                 | 56,00  | 90,12  | 56     | Redrock Road                                                         | |
| Huerfano                                                                               |                                 | 58,73  | 94,51  | 59     | Butte Road                                                           | |
| Huerfano                                                                               |                                 | 60,08  | 96,70  | 60     | Huerfano                                                             | |
| Huerfano                                                                               |                                 | 64,05  | 103,07 | 64     | Lascar Road                                                          | |
| Huerfano                                                                               |                                 | 66,75  | 107,42 | 67     | Apache                                                               | |
| Pueblo                                                                                 | Colorado City                   | 71,26  | 114,69 | 71     | Graneros Road                                                        | |
| Pueblo                                                                                 | Colorado City                   | 74,37  | 119,68 | 74     | SH 165 (en) ouest – Colorado City, Rye, San Isabel                   | |
| Pueblo                                                                                 |                                 | 77,27  | 124,35 | 77     | Abbey Road, Hatchet Ranch Road                                       | |
| Pueblo                                                                                 |                                 | 83,46  | 134,32 | 83     | Brantzell                                                            | |
| Pueblo                                                                                 |                                 | 86,94  | 139,91 | 87     | Verde Road                                                           | |
| Pueblo                                                                                 |                                 | 87,92  | 141,50 | 88     | Burnt Mill Road                                                      | |
| Pueblo                                                                                 |                                 | 90,63  | 145,85 | 91     | Stem Beach                                                           | |
| Pueblo                                                                                 | Pueblo                          | 94,77  | 152,52 | 94     | SH 45 (en) nord (Pueblo Boulevard)                                   | |
| Pueblo                                                                                 | Pueblo                          | 95,40  | 153,54 | 95     | Illinois Avenue                                                      | Sortie en direction sud seulement |
| Pueblo                                                                                 | Pueblo                          | 95,90  | 154,34 | 96     | Minnequa Avenue, Indiana Avenue                                      | |
| Pueblo                                                                                 | Pueblo                          | 96,67  | 155,58 | 97A    | McCulley Avenue vers Northern Avenue                                 | |
| Pueblo                                                                                 | Pueblo                          | 97,45  | 156,83 | 97B    | Abriendo Avenue                                                      | |
| Pueblo                                                                                 | Pueblo                          | 97,69  | 157,22 | 98A    | US 50 Bus. (Santa Fe Avenue)                                         | |
| Pueblo                                                                                 | Pueblo                          | 98,55  | 158,59 | 98B    | 1st Street vers SH 96 (en) / City Center Drive                       | |
| Pueblo                                                                                 | Pueblo                          | 98,81  | 159,01 | 99A    | 6th Street vers SH 96 (en)                                           | Sortie direction sud, entrée direction nord |
| Pueblo                                                                                 | Pueblo                          | 99,33  | 159,86 | 99B    | 13th Street                                                          | |
| Pueblo                                                                                 | Pueblo                          | 99,95  | 160,85 | 100A   | US 50 est – La Junta, Aéroport de Pueblo                             | Terminus sud du multiplex avec US 50 |
| Pueblo                                                                                 | Pueblo                          | 100,68 | 162,03 | 100B   | 29th Street                                                          | |
| Pueblo                                                                                 | Pueblo                          | 101,39 | 163,17 | 101    | US 50 ouest / SH 47 (en) est – Cañon City                            | Terminus nord du multiplex avec US 50 |
| Pueblo                                                                                 | Pueblo                          | 102,16 | 164,41 | 102    | Eagleridge Boulevard                                                 | |
| Pueblo                                                                                 | Pueblo                          | 103,51 | 166,58 | 104    | Dillon Drive, Drew Dix Parkway                                       | |
| Pueblo                                                                                 |                                 | 106,08 | 170,71 | 106    | Porter Draw                                                          | |
| Pueblo                                                                                 |                                 | 108,00 | 173,81 | 108    | Purcell Boulevard – Pueblo West                                      | |
| Pueblo                                                                                 |                                 | 110,24 | 177,41 | 110    | Pinon                                                                | |
| Pueblo                                                                                 |                                 | 114,00 | 183,47 | 114    | Young Hollow                                                         | |
| Pueblo                                                                                 |                                 | 115,83 | 186,41 | 116    | County Line Road                                                     | |
| El Paso                                                                                |                                 | 118,84 | 191,26 | 119    | Rancho Colorado Boulevard                                            | |
| El Paso                                                                                |                                 | 121,46 | 195,47 | 122    | Pikes Peak International Raceway                                     | |
| El Paso                                                                                |                                 | 123,19 | 198,25 | 123    | Clear Spring Ranch                                                   | Destination non indiquée |
| El Paso                                                                                |                                 | 124,56 | 200,47 | 125    | Ray Nixon Road                                                       | |
| El Paso                                                                                | Fountain                        | 127,86 | 205,77 | 128    | US 85 nord – Fountain                                                | Terminus nord du multiplex avec US 85 |
| El Paso                                                                                | Fountain                        | 131,65 | 211,88 | 132    | SH 16 (en) est (Mesa Ridge Parkway) vers SH 21 (en) – Fort Carson    | Indiqué sortie 132A (SH 16) et 132B (Ft. Carson) en direction sud |
| El Paso                                                                                | Stratmoor                       | 135,26 | 217,68 | 135    | South Academy Boulevard – Aéroport de Colorado Springs               | |
| El Paso                                                                                | Colorado Springs                | 137,75 | 221,69 | 138    | Lake Avenue, Circle Drive                                            | |
| El Paso                                                                                | Colorado Springs                | 138,74 | 223,28 | 139    | US 24 est (Martin Luther King Jf. Bypass) – Limon                    | Terminus sud du multiplex avec US 24 |
| El Paso                                                                                | Colorado Springs                | 139,75 | 224,90 | 140    | SH 115 (en) sud (Nevada Avenue, Tejon Street) – Cañon City           | |
| El Paso                                                                                | Colorado Springs                | 141,14 | 227,14 | 141    | US 24 ouest (Cimarron Street) – Manitou Springs, Pikes Peak          | Terminus nord du multiplex avec US 24 |
| El Paso                                                                                | Colorado Springs                | 141,85 | 228,28 | 142    | Bijou Street – Centre-ville de Colorado Springs                      | |
| El Paso                                                                                | Colorado Springs                | 142,83 | 229,87 | 143    | Uintah Street                                                        | |
| El Paso                                                                                | Colorado Springs                | 143,52 | 230,97 | 144    | Fontanero Street                                                     | |
| El Paso                                                                                | Colorado Springs                | 144,62 | 232,75 | 145    | Fillmore Street                                                      | |
| El Paso                                                                                | Colorado Springs                | 146,07 | 235,08 | 146    | Garden of the Gods Road                                              | |
| El Paso                                                                                | Colorado Springs                | 147,25 | 236,97 | 148    | US 85 sud (Nevada Avenue), Corporate Drive, Rockrimmon Boulevard     | Terminus sud du multiplex avec US 85 |
| El Paso                                                                                | Colorado Springs                | 148,83 | 239,52 | 149    | Woodmen Road                                                         | |
| El Paso                                                                                | Colorado Springs                | 150,03 | 241,89 | 150    | North Academy Boulevard                                              | |
| El Paso                                                                                | Colorado Springs                | 151,66 | 244,07 | 151    | Briargate Parkway                                                    | |
| El Paso                                                                                | Colorado Springs                | 152,90 | 246,07 | 153    | Interquest Parkway vers SH 21 (en) (Powers Boulevard) – Black Forest | |
| El Paso                                                                                | Colorado Springs                |        |        | 155    | Voyager Parkway                                                      | Futur terminus nord de SH 21 / Powers Boulevard |
| El Paso                                                                                | Air Force Academy               | 155,93 | 250,95 | 156    | North Gate Boulevard – Entrée nord de Air Force Academy              | |
| El Paso                                                                                |                                 | 158,20 | 254,60 | 158    | Baptist Road                                                         | |
| El Paso                                                                                | Monument                        | 160,76 | 258,72 | 161    | SH 105 (en) / 2nd Street – Monument, Palmer Lake                     | |
| Limite El Paso–Douglas                                                                 |                                 | 163,32 | 262,84 | 163    | County Line Road – Palmer Lake                                       | |
| Douglas                                                                                |                                 | 167,46 | 269,51 | 167    | Greenland                                                            | |
| Douglas                                                                                |                                 | 171,82 | 276,52 | 172    | Upper Lake Gulch Road                                                | |
| Douglas                                                                                |                                 | 172,31 | 277,30 | 173    | Larkspur                                                             | Sortie direction sud, entrée direction nord |
| Douglas                                                                                |                                 | 173,79 | 279,69 | 174    | Tomah Road                                                           | |
| Douglas                                                                                | Castle Rock                     |        |        |        | Crystal Valley Parkway                                               | Futur échangeur |
| Douglas                                                                                | Castle Rock                     | 180,81 | 290,98 | 181    | Plum Creek Parkway                                                   | |
| Douglas                                                                                | Castle Rock                     | 181,85 | 292,66 | 182    | Wilcox Street, Wolfensberger Road                                    | |
| Douglas                                                                                | Castle Rock                     | 184,21 | 294,46 | 184    | US 85 nord (Meadows Parkway) / SH 86 (en) est (Founders Parkway)     | Terminus nord du multiplex avec US 85 |
| Douglas                                                                                | Castle Rock                     | 185,10 | 297,89 | 185    | Castle Rock Parkway vers Meadows Parkway                             | |
| Douglas                                                                                | Castle Pines                    | 186,94 | 300,84 | 187    | Happy Canyon Road                                                    | |
| Douglas                                                                                | Castle Pines                    | 188,49 | 303,40 | 188    | Castle Pines Parkway                                                 | |
| Douglas                                                                                | Lone Tree                       | 192,10 | 309,15 | 192    | RidgeGate Parkway                                                    | |
| Douglas                                                                                | Lone Tree                       | 192,99 | 310,59 | 193    | Lincoln Avenue                                                       | |
| Douglas                                                                                | Lone Tree                       | 194,31 | 312,72 | 194    | SH 470 (en) ouest / E-470 (en) est – Grand Junction, Limon           | Sortie 1 de l'E-470 ouest; sortie 26 de SH 470 est; accès à l'Aéroport international de Denver                                                                               |
| Limite Douglas–Arapahoe                                                                | Limite Lone Tree–Centennial     | 195,13 | 314,03 | 195    | County Line Road                                                     | |
| Arapahoe                                                                               | Centennial                      | 196,14 | 315,66 | 196    | Dry Creek Road                                                       | |
| Arapahoe                                                                               | Greenwood Village               | 197,19 | 317,34 | 197    | SH 88 (en) est (Arapahoe Road)                                       | Terminus sud du multiplex avec SH 88 |
| Arapahoe                                                                               | Greenwood Village               | 198,29 | 319,12 | 198    | Orchard Road                                                         | |
| Arapahoe                                                                               | Greenwood Village               | 199,38 | 320,88 | 199    | SH 88 (en) ouest (Belleview Avenue)                                  | Terminus nord du multiplex avec SH 88 |
| Denver                                                                                 | Denver                          | 200,09 | 322,02 | 200    | I-225 nord vers I-70 – Limon, Aurora                                 | Sortie 1A-B de l'I-225 sud; accès à l'Aéroport international de Denver |
| Denver                                                                                 | Denver                          | 201,58 | 324,41 | 201    | US 285 sud / SH 30 (en) est (Hampden Avenue)                         | |
| Denver                                                                                 | Denver                          | 202,64 | 326,12 | 202    | Yale Avenue                                                          | |
| Denver                                                                                 | Denver                          | 203,54 | 327,56 | 203    | Evans Avenue                                                         | |
| Denver                                                                                 | Denver                          | 204,04 | 328,37 | 204    | SH 2 (en) (Colorado Boulevard)                                       | |
| Denver                                                                                 | Denver                          | 205,06 | 330,01 | 205    | University Boulevard                                                 | |
| Denver                                                                                 | Denver                          | 205,92 | 331,40 | 206    | Downing Street, Washington Street, Emerson Street                    | Downing Street non indiqué en direction sud |
| Denver                                                                                 | Denver                          |        |        | 207A   | Lincoln Street, Broadway                                             | Lincoln Street non indiqué en direction sud |
| Denver                                                                                 | Denver                          |        |        | 207B   | Santa Fe Drive vers SH 26 (en)                                       | Sortie direction nord, entrée direction sud |
| Denver                                                                                 | Denver                          |        |        | 207B   | US 85 sud (Santa Fe Drive)                                           | Terminus sud du multiplex avec US 85; sortie direction sud, entrée direction nord                                                                                            |
| Denver                                                                                 | Denver                          | 207,64 | 334,17 | 208    | SH 26 (en) (Alameda Avenue)                                          | Sortie direction sud, entrée direction nord |
| Denver                                                                                 | Denver                          | 209,21 | 336,69 | 209    | US 6 ouest (6th Avenue) – Lakewood                                   | Terminus sud du multiplex avec US 6; indiqué sortie 209A (est) et 209B (ouest)                                                                                               |
| Denver                                                                                 | Denver                          | 209,48 | 337,12 | 209C   | 8th Avenue                                                           | |
| Denver                                                                                 | Denver                          | 210,31 | 338,46 | 210A   | US 40 / US 287 (Colfax Avenue) – Centre-ville de Denver              | |
| Denver                                                                                 | Denver                          | 210,42 | 338,63 | 210B   | Auraria Parkway                                                      | Sortie direction nord, entrée direction sud |
| Denver                                                                                 | Denver                          | 210,53 | 338,82 | 210C   | 17th Avenue                                                          | Sortie et entrée en direction nord; accès direction sud via sortie 211 |
| Denver                                                                                 | Denver                          | 211,11 | 339,75 | 211    | 23rd Avenue, 20th Avenue                                             | 20th Avenue non indiqué en direction nord |
| Denver                                                                                 | Denver                          | 211,46 | 340,32 | 212A‑B | Speer Boulevard – Centre-ville de Denver                             | Indiqué sortie 212A (sud) et 212B (nord) |
| Denver                                                                                 | Denver                          | 212,10 | 341,34 | 212C   | 20th Street                                                          | |
| Denver                                                                                 | Denver                          |        |        |        | Voies à péages / HOV de l'I-25                                       | Terminus sud des voies réversibles réservées aux HOV / péage |
| Denver                                                                                 | Denver                          |        |        | —      | 19th Street                                                          | Sortie direction sud, entrée direction nord pour les HOV / péage |
| Denver                                                                                 | Denver                          | 212,77 | 342,42 | 213    | Park Avenue, West 38th Avenue                                        | |
| Denver                                                                                 | Denver                          | 213,63 | 343,80 | 214A   | I-70 (US 6 est / US 85 nord) – Limon, Grand Junction                 | Terminus nord du multiplex avec US 6 / US 85; sortie 274 de l'I-70; accès à l'Aéroport international de Denver                                                               |
| Denver                                                                                 | Denver                          | 213,96 | 344,34 | 214B   | 48th Avenue                                                          | Sortie direction sud seulement |
| Adams                                                                                  | North Washington                | 215,24 | 346,40 | 215    | 58th Avenue                                                          | |
| Adams                                                                                  | North Washington                | 216,30 | 348,10 | 216A   | I-76 – Fort Morgan                                                   | Sortie direction nord, entrée direction sud; sortie 5 de l'I-76 |
| Adams                                                                                  | Welby                           | 216,40 | 348,26 | 216B   | SH 224 (en) (70th Avenue) / I-76 ouest – Grand Junction              | Indiqué sortie 216 en direction sud; SH 224 non indiqué direction sud; sortie 5 de l'I-76                                                                                    |
| Adams                                                                                  | Welby                           |        |        | —      | SH 224 (en) (70th Avenue)                                            | Sortie direction nord et entrée direction sud pour les voies HOV / péage seulement                                                                                           |
| Adams                                                                                  | Welby                           | 217,01 | 349,24 | 217    | I-270 est / US 36 – Limon, Aurora, Westminster, Boulder              | Pas d'accès à l'I-270 / US 36 en direction nord; indiqué sortie 217A (ouest) et 217B (est) en direction sud; sortie 0 de l'I-270; accès à l'Aéroport international de Denver |
| Adams                                                                                  | Welby                           |        |        | —      | US 36 ouest – Boulder                                                | Sortie direction nord et entrée direction sud pour les voies HOV / péage seulement                                                                                           |
| Adams                                                                                  | Welby                           |        |        |        | Voies à péages / HOV de l'I-25                                       | Terminus nord des voies réversibles réservées aux HOV / péage |
| Adams                                                                                  | Thornton                        | 218,46 | 351,58 | 219    | 84th Avenue – Federal Heights                                        | |
| Adams                                                                                  | Thornton                        | 219,82 | 353,76 | 220    | Thornton Parkway                                                     | |
| Adams                                                                                  | Northglenn                      | 221,03 | 355,71 | 221    | 104th Avenue                                                         | |
| Adams                                                                                  | Northglenn                      | 223,05 | 358,96 | 223    | SH 128 (en) (120th Avenue)                                           | |
| Adams                                                                                  | Westminster                     | 225,00 | 362,10 | 225    | 136th Avenue                                                         | |
| Adams                                                                                  | Westminster                     | 226,09 | 363,85 | 226    | 144th Avenue                                                         | |
| Broomfield                                                                             | Broomfield                      | 227,75 | 366,52 | 228    | E-470 (en) est / Northwest Parkway ouest – Limon, Broomfield         | Sortie 47 de E-470; accès à l'Aéroport international de Denver |
| Broomfield                                                                             | Broomfield                      | 229,11 | 368,71 | 229    | SH 7 (en) – Lafayette, Brighton                                      | |
| Weld                                                                                   |                                 | 232,09 | 373,52 | 232    | Erie Parkway, Summit Boulevard – Erie, Dacono                        | |
| Weld                                                                                   | Dacono                          | 235,11 | 378,38 | 235    | SH 52 (en) – Dacono, Frederick, Fort Lupton                          | |
| Weld                                                                                   |                                 | 240,11 | 386,43 | 240    | SH 119 (en) ouest / Firestone Boulevard – Firestone, Longmont        | |
| Weld                                                                                   | Mead                            | 243,15 | 391,31 | 243    | SH 66 (en) – Longmont, Lyons                                         | |
| Weld                                                                                   | Mead                            | 245,22 | 394,64 | 245    | Mead                                                                 | |
| Weld                                                                                   |                                 | 250,24 | 402,72 | 250    | SH 56 (en) ouest – Berthoud                                          | |
| Weld                                                                                   | Johnstown                       | 252,26 | 405,98 | 252    | SH 60 (en) est – Johnstown, Milliken                                 | |
| Larimer                                                                                |                                 | 254,22 | 409,12 | 254    | vers SH 60 (en) ouest – Campion                                      | |
| Larimer                                                                                |                                 | 255,27 | 410,82 | 255    | SH 402 (en) ouest – Loveland                                         | |
| Larimer                                                                                | Loveland                        | 257,31 | 414,09 | 257    | US 34 – Greeley, Loveland                                            | |
| Larimer                                                                                | Loveland                        | 259,31 | 417,32 | 259    | Crossroads Boulevard                                                 | |
| Larimer                                                                                | Windsor                         | 262,30 | 422,13 | 262    | SH 392 (en) – Windsor, Fort Collins                                  | |
| Larimer                                                                                | Fort Collins                    | 265,31 | 426,98 | 265    | Harmony Road                                                         | |
| Larimer                                                                                | Fort Collins                    | 268,48 | 432,07 | 268    | Prospect Road                                                        | |
| Larimer                                                                                | Fort Collins                    | 269,37 | 433,51 | 269A-B | SH 14 (en) – Fort Collins, Ault                                      | Indiqué sortie 269A (est) et 269B (ouest) |
| Larimer                                                                                | Fort Collins                    | 271,37 | 436,73 | 271    | Mountain Vista Drive                                                 | |
| Larimer                                                                                | Wellington                      | 277,88 | 447,21 | 278    | SH 1 (en) sud – Wellington                                           | |
| Larimer                                                                                |                                 | 281,34 | 452,77 | 281    | Owl Canyon Road                                                      | |
| Larimer                                                                                |                                 | 287,55 | 462,77 | 288    | Buckeye Road                                                         | |
| Weld                                                                                   |                                 | 292,32 | 470,87 | 293    | Carr                                                                 | |
| Weld                                                                                   |                                 | 298,87 | 480,99 |        | I-25 nord / US 87 nord – Cheyenne, Casper                            | Continue au Wyoming |
| - Terminus de multiplex - Péage - Accès incomplet - Accès réservé aux HOV - Non-ouvert |                                 |        |        |        |                                                                      | |

### Wyoming
| Interstate 25                             |                |        |        |        |                                                                                 |                                                                                      |
| Comté                                     | Municipalité   | mi     | km     | Sortie | Intersections / Destinations                                                    | Notes                                                                                |
| Laramie                                   |                | 0,00   | 0,00   |        | I-25 sud / US 87 sud – Fort Collins, Denver                                     | Continue au Colorado                                                                 |
| Laramie                                   |                | 2,66   | 4,28   | 2      | WYO 223 (en) est (Terry Ranch Road)                                             |                                                                                      |
| Laramie                                   |                |        |        | 4      | High Plains Road                                                                |                                                                                      |
| Laramie                                   |                | 7,86   | 12,65  | 7      | I-25 BL / WYO 212 (en) nord (College Drive)                                     |                                                                                      |
| Laramie                                   |                | 8,84   | 14,23  | 8      | I-80 vers US 85 – Laramie, Sidney                                               | Indiqué sortie 8B (ouest) et 8D (est); sortie 359A-C de l'I-80                       |
| Laramie                                   | Cheyenne       | 9,14   | 14,71  | 9      | I-80 BL / US 30 (Lincolnway) – Cheyenne                                         |                                                                                      |
| Laramie                                   | Cheyenne       | 10,59  | 17,04  | 10D    | Missile Drive – Francis E. Warren AFB                                           |                                                                                      |
| Laramie                                   | Cheyenne       | 11,24  | 18,09  | 11     | Rendall Avenue, Pershing Boulevard – Francis E. Warren AFB                      |                                                                                      |
| Laramie                                   | Cheyenne       | 12,70  | 20,43  | 12v    | I-25 BL / US 85 sud (Central Avenue)                                            | Terminus sud du multiplex avec US 85                                                 |
| Laramie                                   | Cheyenne       | 13,83  | 22,26  | 13     | Vandehei Avenue                                                                 |                                                                                      |
| Laramie                                   | Ranchettes     | 16,23  | 26,12  | 16     | WYO 211 (en) (Horse Creek Road) vers US 85 nord – Torrington                    | US 85 non indiqué en direction nord                                                  |
| Laramie                                   | Ranchettes     | 17,24  | 27,74  | 17v    | US 85 nord – Torrington                                                         | Terminus nord du multiplex avec US 85; pas de sortie en direction sud                |
| Laramie                                   |                | 21,32  | 34,31  | 21     | Ridley Road                                                                     |                                                                                      |
| Laramie                                   |                | 25,45  | 40,96  | 25     | Exit 25                                                                         |                                                                                      |
| Laramie                                   |                | 29,51  | 47,50  | 29     | Whitaker Road                                                                   |                                                                                      |
| Laramie                                   |                | 34,44  | 55,43  | 34     | Nimmo Road                                                                      |                                                                                      |
| Laramie                                   |                | 39,24  | 63,14  | 39     | Little Bear Community                                                           |                                                                                      |
| Limite Laramie–Platte                     |                | 47,25  | 76,04  | 47     | Bear Creek Road                                                                 |                                                                                      |
| Platte                                    | Chugwater      | 54,59  | 87,86  | 54     | I-25 BL nord – Chugwater                                                        |                                                                                      |
| Platte                                    |                | 57,65  | 92,78  | 57     | I-25 BL sud – Chugwater                                                         |                                                                                      |
| Platte                                    |                | 65,25  | 105,02 | 65     | WYO 314 (en) est (Slater Road)                                                  |                                                                                      |
| Platte                                    |                | 66,20  | 106,54 | 66     | Hunton Road                                                                     |                                                                                      |
| Platte                                    |                | 68,45  | 110,17 | 68     | Antelope Road                                                                   |                                                                                      |
| Platte                                    |                | 70,62  | 113,65 | 70     | Bordeaux Road                                                                   |                                                                                      |
| Platte                                    |                | 73,03  | 117,52 | 73     | WYO 34 (en) ouest – Laramie                                                     |                                                                                      |
| Platte                                    | Wheatland      | 78,60  | 126,49 | 78     | I-25 BL nord / US 87 Bus. nord – Wheatland                                      |                                                                                      |
| Platte                                    | Wheatland      | 80,85  | 130,12 | 80     | I-25 BL sud / US 87 Bus. sud – Wheatland                                        |                                                                                      |
| Platte                                    |                | 84,74  | 136,38 | 84     | Laramie River Road                                                              |                                                                                      |
| Platte                                    |                | 87,51  | 140,83 | 87     | Johnson Road                                                                    |                                                                                      |
| Platte                                    | Dwyer Junction | 92,37  | 148,66 | 92v    | US 26 est – Guernsey, Torrington                                                | Terminus sud du multiplex avec US 26                                                 |
| Platte                                    |                | 94,83  | 152,61 | 94     | El Rancho Road                                                                  |                                                                                      |
| Platte                                    |                | 100,13 | 161,14 | 100    | Cassa Road                                                                      |                                                                                      |
| Platte                                    |                | 104,04 | 167,44 | 104    | Middle Bear                                                                     |                                                                                      |
| Platte                                    | Glendo         | 111,68 | 179,72 | 111    | Glendo                                                                          |                                                                                      |
| Converse                                  | Orin           | 126,47 | 203,53 | 126v   | US 18 / US 20 est – Lusk                                                        | Terminus sud du ultiplex avec US 20; terminus ouest de US 18                         |
| Converse                                  | Douglas        | 135,47 | 218,02 | 135    | I-25 BL nord – Douglas                                                          |                                                                                      |
| Converse                                  | Douglas        | 140,10 | 225,47 | 140    | I-25 BL sud vers WYO 59 (en) – Douglas, Gillette                                |                                                                                      |
| Converse                                  |                | 146,00 | 234,97 | 146    | WYO 96 (en) est (La Prele Road)                                                 |                                                                                      |
| Converse                                  |                | 150,44 | 242,11 | 150    | Inez Road                                                                       |                                                                                      |
| Converse                                  |                | 151,17 | 243,28 | 151    | Parc Ayres Natural Bridge                                                       |                                                                                      |
| Converse                                  |                | 154,24 | 248,22 | 154    | Barber Road                                                                     |                                                                                      |
| Converse                                  |                | 156,28 | 251,34 | 156    | Bixby Road                                                                      |                                                                                      |
| Converse                                  |                | 160,87 | 258,89 | 160v   | I-25 BL / US 20 / US 26 ouest / US 87 nord – East Glenrock                      | Terminus nord des multiplex avec US 20 / US 26 / US 87                               |
| Converse                                  |                | 165,91 | 267,01 | 165    | I-25 BL est – Glenrock, Rolling Hills                                           |                                                                                      |
| Natrona                                   | Casper         | 182,53 | 293,75 | 182    | Hat Six Road – Brookhurst                                                       |                                                                                      |
| Natrona                                   | Casper         | 185,35 | 298,30 | 185    | WYO 258 (en) (Wyoming Boulevard) – Evansville                                   |                                                                                      |
| Natrona                                   | Casper         | 186,45 | 300,07 | 186    | I-25 BL (N. Beverly Street) / US 20 / US 26 est / US 87 sud / Bryan Stock Trail | Terminus sud des multiplex avec US 20 / US 26 / US 87                                |
| Natrona                                   | Casper         | 187,53 | 301,80 | 187    | McKinley Street                                                                 |                                                                                      |
| Natrona                                   | Casper         | 188,19 | 302,85 | 188A   | I-25 BL / US 87 Bus. est (Center Street)                                        | Pas d'entrée direction nord                                                          |
| Natrona                                   | Casper         | 188,60 | 303,52 | 188B   | Poplar Street                                                                   |                                                                                      |
| Natrona                                   | Casper         | 189,51 | 304,98 | 189    | US 20 / US 26 ouest vers WYO 220 (en) ouest – Shoshoni, Port d'entrée           | Terminus nord du multiplex avec US 20 / US 26                                        |
| Natrona                                   | Hartrandt      | 191,54 | 308,42 | 191    | WYO 254 (en) sud (Wardwell Road)                                                |                                                                                      |
| Natrona                                   | Bar Nunn       | 194,00 | 312,00 | 194    | Westwinds Road                                                                  |                                                                                      |
| Natrona                                   | Norma Hills    | 197,52 | 307,88 | 197    | Ormsby Road                                                                     |                                                                                      |
| Natrona                                   |                | 210,41 | 338,63 | 210    | WYO 259 (en) nord (Horse Creek Ranch Road)                                      |                                                                                      |
| Natrona                                   |                | 216,61 | 348,59 | 216    | Ranch Road                                                                      |                                                                                      |
| Natrona                                   |                | 223,78 | 360,14 | 223    | Exit 223                                                                        |                                                                                      |
| Natrona                                   |                | 227,99 | 366,91 | 227    | WYO 387 (en) nord – Midwest, Edgerton                                           |                                                                                      |
| Johnson                                   |                | 235,38 | 378,80 | 235    | Tisdale Mountain Road                                                           |                                                                                      |
| Johnson                                   |                | 246,56 | 396,80 | 246    | Powder River Road                                                               |                                                                                      |
| Johnson                                   |                | 249,69 | 401,83 | 249    | WYO 196 (en) nord (TTT Road)                                                    |                                                                                      |
| Johnson                                   | Kaycee         | 254,45 | 409,18 | 254    | WYO 191 (en) – Kaycee                                                           |                                                                                      |
| Johnson                                   |                | 265,48 | 427,24 | 265    | Reno Road                                                                       |                                                                                      |
| Johnson                                   |                | 280,18 | 450,90 | 280    | Middle Fork Road                                                                |                                                                                      |
| Johnson                                   |                | 291,08 | 468,44 | 291    | Trabing Road                                                                    |                                                                                      |
| Johnson                                   | Buffalo        | 298,02 | 479,62 | 298    | I-25 BL / US 87 Bus. nord                                                       |                                                                                      |
| Johnson                                   | Buffalo        | 299,32 | 481,71 | 299    | I-90 BL / US 16 – Buffalo                                                       |                                                                                      |
| Johnson                                   |                | 300,53 | 483,66 | 300    | I-90 est – Rapid City                                                           | Sortie direction nord, entrée direction sud; sortie 56B de l'I-90                    |
| Johnson                                   |                | 300,53 | 483,66 |        | I-90 ouest / US 87 nord – Sheridan                                              | Terminus nord de l'I-25; terminus nord du multiplex avec US 87; sortie 56B de l'I-90 |
| - Terminus de multiplex - Accès incomplet |                |        |        |        |                                                                                 |                                                                                      |

## Autoroutes reliées
- Interstate 225